# 루바 고이

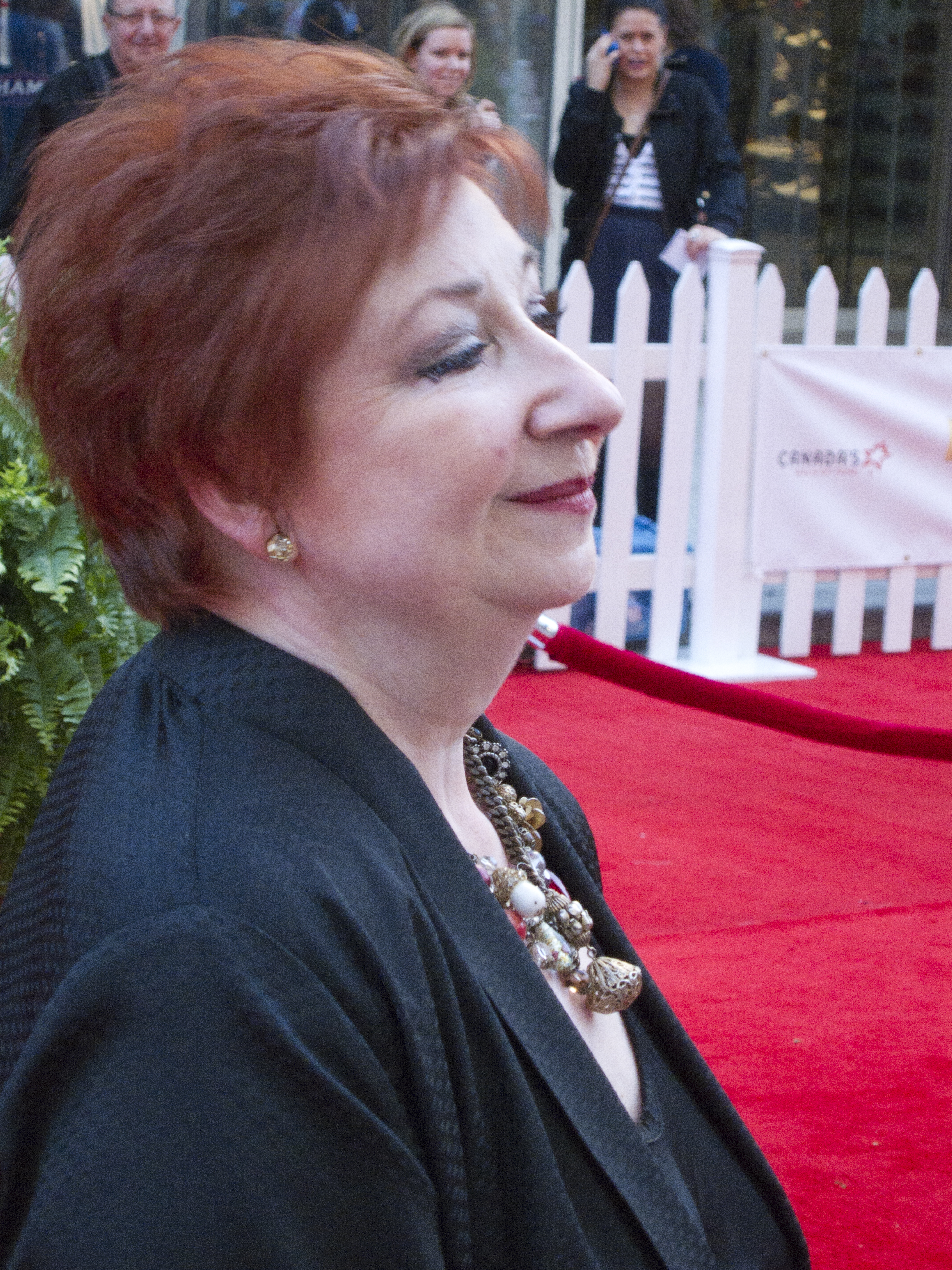

루바 고이(Luba Goy, 1945년 11월 8일 ~ )는 캐나다의 배우이다.

## 고이에 의해 묘사된 인물
- 오노 요코
- 힐러리 클린턴
- 바브라 스트라이샌드
- 엘리자베스 2세
- 에이드리엔 클라크슨
- 엘리자베스 테일러
- 로라 부시
- 마거릿 애트우드
- 엘리자베스 메이
- 마사 스튜어트
- 킴 캠벨
- 매들린 올브라이트
- 도널드 덕
- 어니타 사키지언
- 존 레귀자모
- 테리사 메이

## 영화
- 야생의 삶 (2011년)